# Castello di San Vittorino
Il castello di San Vittorino era un castello nell'omonima frazione dell'Aquila, risalente all'XI o al XII secolo, del quale rimane solo una torre.

## Storia e descrizione
Il castello sorgeva sopra un rilievo che si protende verso la valle dell'Aterno e dominava il sito archeologico di età romana di Amiternum, ubicato forse sull’originario luogo ove sorgeva l'acropoli o, più probabilmente, sul sito del "Castellum Aquarium", ovvero il serbatoio dell'acqua a servizio della città sottostante. Il castello fu un importante caposaldo strategico del territorio dal quale si poteva controllare tutta la piana con collegamento visivo diretto fino ai castelli di Barete, Pizzoli e Preturo e le vie di collegamento costituite dalle antiche strade romane (via Caecilia, via Calatina e via Claudia Nova). Rimane in buono stato di conservazione una torre di circa sei metri di forma quadrangolare priva di aperture.